# Ernst Ferdinand Wenzel

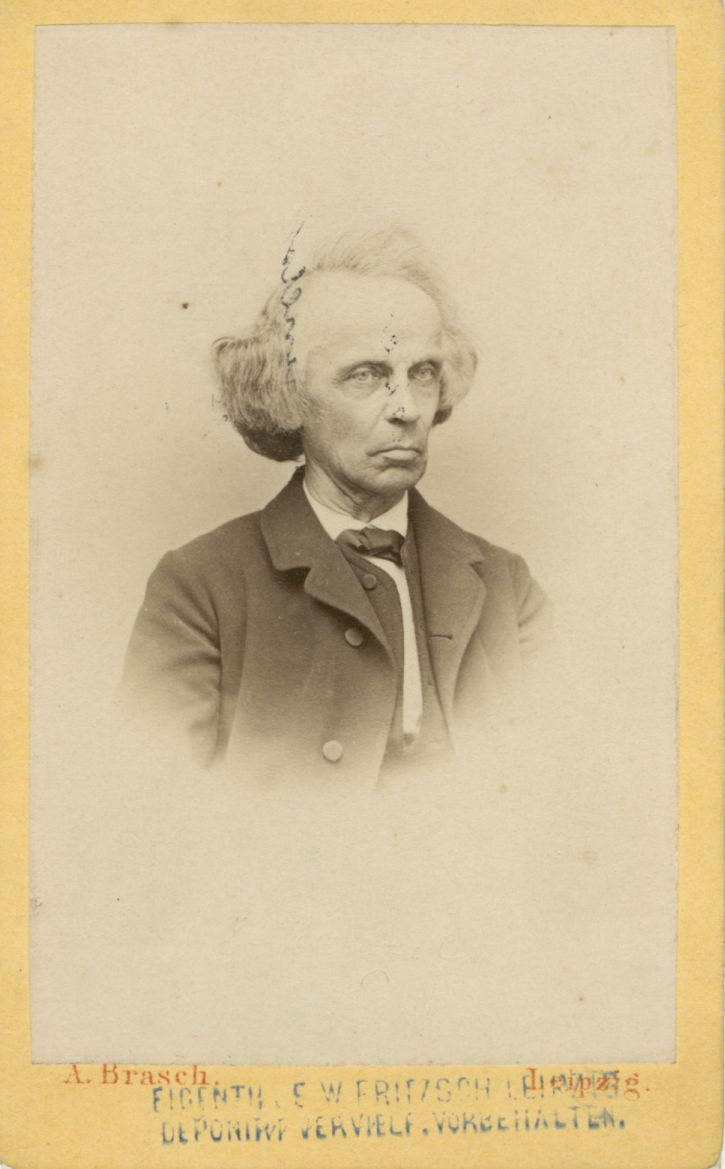
Ernst Ferdinand Wenzel, Fotografie von August Brasch, um 1870

Ernst Ferdinand Wenzel (* 23. Januar 1808 in Walddorf bei Löbau; † 16. August 1880 in Kösen) war ein deutscher Pianist, Klavierpädagoge und Musikschriftsteller.

## Leben
Wenzel absolvierte von 1827 bis 1831 ein Theologiestudium an der Universität Leipzig und war ab 1832 Klavierschüler von Friedrich Wieck, dem Vater von Clara Schumann. Als Robert Schumann 1834 die Neue Zeitschrift für Musik gründete, gehörte Wenzel zu deren ersten Mitarbeitern.
Auf Veranlassung von Felix Mendelssohn Bartholdy nahm Wenzel 1843 eine Tätigkeit am neugegründeten Leipziger Konservatorium auf. Bis zu seinem Tod unterrichtete er dort zahlreiche bedeutende Musiker, darunter Edvard Grieg, Leoš Janáček, Rafael Joseffy, William Batchelder Bradbury und Ernst Perabo.
Zu seinem Freundeskreis gehörten auch die Komponisten Louis Spohr und Carl Loewe, ebenso der Geiger Ole Bull. 
Johannes Brahms widmete Wenzel sein Scherzo es-Moll op. 4, das 1854 bei Breitkopf & Härtel erschien. Edvard Grieg widmete ihm seine Vier Stücke für das Pianoforte op. 1.